# اشپیتز

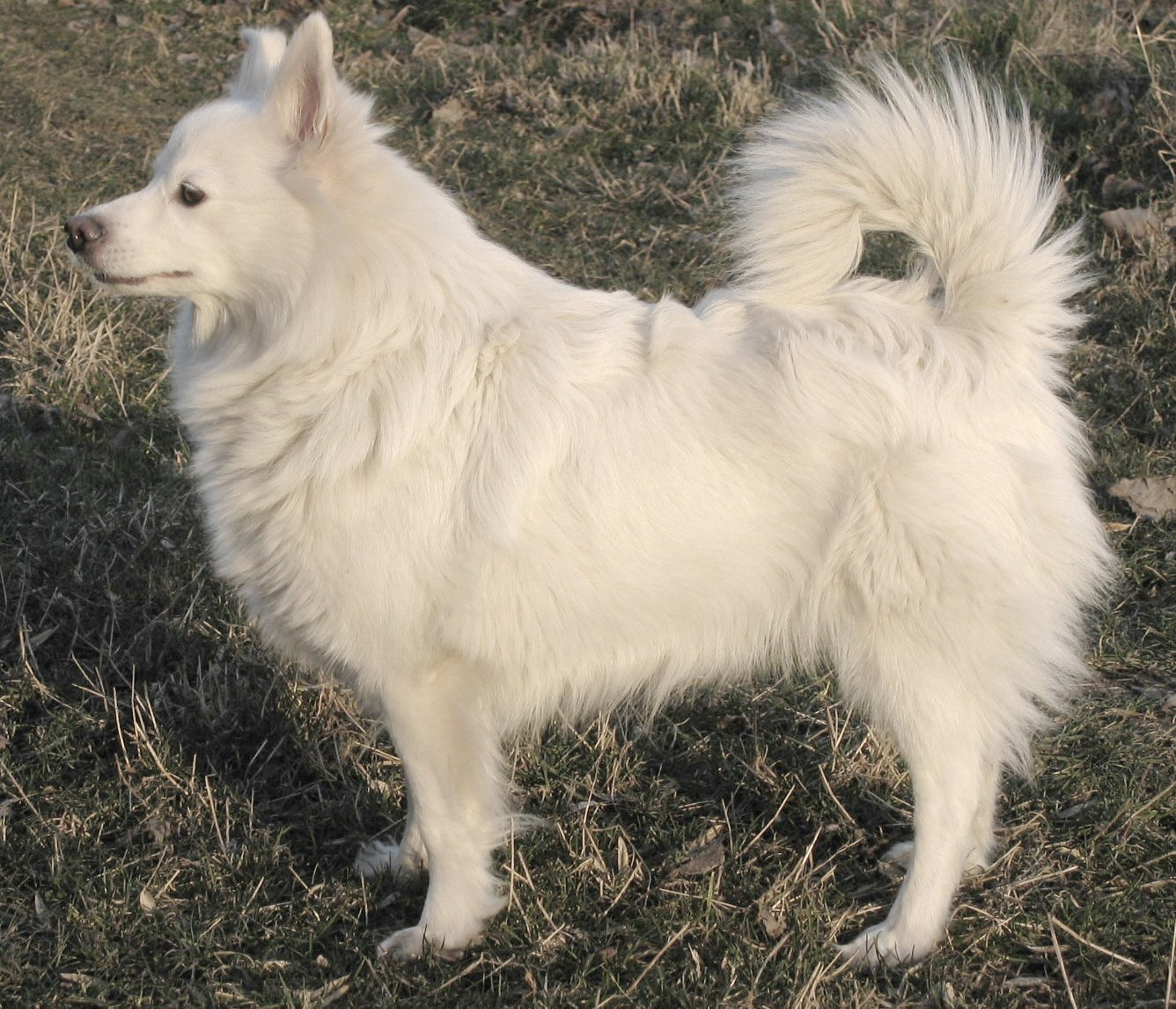
اشپیتز آلمانی

اشپیتز (برگرفته از کلمه آلمانی "spitz" به معنای "نوک تیز")، نوعی سگ خانگی با موهای بلند، ضخیم و اغلب سفید و گوش‌های نوک تیز که از ۶۸ نژاد تشکیل شده است. دم سگ اغلب روی پشت آن‌ها حلقه می‌کند یا آویزان می‌شود.

## مشخصات
اشپیتزها برای زندگی در آب و هوای خشن شمالی مناسب هستند. آن‌ها اغلب دارای یک لایه خز زیرین عایق و ضدآب هستند که برای حفظ گرما از پوشش بالایی متراکم تر است. گوش‌های کوچک و راست به کاهش خطر سرمازدگی کمک می‌کنند. بسیاری از نژادهای اشپیتز ویژگی‌های گرگ مانندی مثل استقلال، بدگمانی و پرخاشگری نسبت به انسان‌های ناآشنا و سگ‌های دیگر را حفظ می‌کنند. به همین جهت برای اینکه در محیط شهری قابل کنترل باشند، زمانی که توله سگ هستند باید به آموزش آن‌ها پرداخته شود.

## ریشه
ریشه دقیق سگ‌های اشپیتز کاملاً مشخص نیست؛ هر چند که ریشه اکثر آن‌ها امروزه به قطب شمال و سیبری بر می‌گردد، ریشه احتمالی اشپیتزها به ۵۰۰۰ سال پیش بر می‌گردد، امروزه انسان اشپیتزها را با گرگ‌ها مجبور به جفت‌گیری کرده (برای حفظ ظاهر گرگ بودن آن‌ها).

## سگ‌های کاری
اشپیتزها به سه دلیل پرورش داده شدند:
1. کار کردن
2. شکار کردن
3. نگهداری کردن

نژادهای بزرگ‌تر مانند اکیتا اینو برای شکارهای بزرگ مثل کشتن گوزن مورد استفاده قرار گرفتند. نژادهای کوچک‌تر مانند اسپیتز فنلاندی برای شکار پرندگان و پستانداران کوچک مورد استفاده قرار گرفتند. سه مورد از بزرگ‌ترین سگ‌های اسپیتز مانند مالاموت و سگ اسکیمو کانادا و سگ گرینلند برای سورتمه کشیدن مورد استفاده قرار گرفتند.

## نژادها
- این لیست ممکن است کامل نباشد.
- در اسم بعضی از سگ‌ها ابهام وجود دارد، در ویرایش آن‌ها به ما کمک کنید.

| آکیتا اینو          |
| هاسکی آلاسکایی      |
| کلی کای آلاسکایی    |
| مالاموت آلاسکایی    |
| آکیتا آمریکایی      |
| سگ اسکیمو آمریکایی  |
| سگ باک‌ها            |
| الک هاند سیاه نروژی |
| کنعان داگ           |
| سگ اسکیمو کانادایی  |
| چینوک               |
| چائو چائو           |
| سگ سورتمه چوکوتکا   |
| لایکا سیبری شرقی    |
| یوروویژن            |
| فینیش لفند          |
| فینیش اسپیتز        |
| اشپیتز المانی       |
| سگ گرینلندی         |
| سگ دم همونگ         |
| سگ هوکایدو          |
| سگه گله ایسلندی     |
| اسپیتز هندی         |
| Jämthund            |
| اشپیتز ژاپنی        |
| کای کن              |
| سگ خرس کارلیا       |
| کیشوند              |
| Kintamani           |

| کیشو                     |                                 |
| جیندو کره‌ای              |                                 |
| هاسکی لابرادور           |                                 |
| هردر لاپلند              |                                 |
| Mackenzie River Husky    |                                 |
| Norrbottenspets          |                                 |
| Northern Inuit Dog       |                                 |
| Norwegian Buhund         |                                 |
| الک هاند نروژی           |                                 |
| Norwegian Lundehund      |                                 |
| Nureongi                 |                                 |
| پامرانین                 |                                 |
| پانگ سان                 |                                 |
| Russo-European Laika     |                                 |
| سگ ریوکیو                | پرونده:File:Ryukyu dog pair.jpg |
| ساخالین هاسکی            |                                 |
| Salish Wool Dog          |                                 |
| ساموید                   |                                 |
| Seppala Siberian Sleddog |                                 |
| شار پی                   |                                 |
| Shetland Sheepdog        |                                 |
| شیبا اینو                |                                 |
| Shikoku                  |                                 |
| سیبرین هاسکی             |                                 |
| Swedish Lapphund         |                                 |
| Swedish Vallhund         |                                 |
| سگ تاماسکان              |                                 |
| Thai Bangkaew Dog        |                                 |
| Volpino Italiano         |                                 |
| لاکیا سیبری غربی         |                                 |
| زرداوا                   |                                 |